# Бригада армейской авиации 1-й пехотной дивизии
Бригада армейской авиации 1-й пехотной дивизии (англ. Combat Aviation Brigade, 1st Infantry Division) — тактическое соединение Армейской авиации США. Находится в составе 1-й пехотной дивизии.
Несмотря на то, что бригаду часто называют «4-й бригадой», Центр военной истории армии США подтвердил, что дивизионные авиационные бригады не нумеруются. Единственным исключением были 101-я и 159-я бригады армейской авиации в 101-й воздушно-десантной дивизии (воздушно-штурмовой), которая имела две авиационные бригады. 159-я бригада впоследствии была расформирована, а другая бригада одновременно переименована в бригаду армейской авиации 101-й воздушно-десантной дивизии).

## История
Бригада армейской авиации 1-й пехотной дивизии была первоначально сформирована из имущества бригады армейской авиации 1-й бронетанковой дивизии, которая была создана из имущества 501-го авиационного батальона 1-й бронетанковой дивизии 17 апреля 1986 года. Полковник Джеймс У. Ллойд, первый командир бригады армейской авиации, принял знамена части от генерал-майора Дэйва Р. Палмера, командующего 1-й бронетанковой дивизией. 
При формировании бригада состояла из 10-го и 501-го авиационных батальонов, 220-й авиационной роты (штурмовые вертолёты), 244-й авиационной роты (управление) и 61-й авиационной роты (техническое обслуживание). Авиация бригады при формировании включала 22 вертолёта Bell AH-1 Cobra, 38 вертолётов Bell OH-58 Kiowa и 30 вертолётов Bell UH-1 Iroquois.
Авиационная бригада была расформирована в январе 1996 года в Форт-Райли, штат Канзас, и была повторно активирована в Каттербахе, Германия, 15 февраля 1996 года, став неотъемлемой частью Большой Красной единицы. Ранее, по возвращении в Германию, авиационная бригада 1-й бронетанковой дивизии обычно придавалась 1-й пехотной дивизии для обеспечения авиационной поддержки.

## Состав
- Штаб и штабная рота (Headquarters and Headquarters Company (HHC) Archangels)
- 1-й (ударно-разведывательный) батальон 1-го авиационного полка (1st Battalion (Attack Reconnaissance), 1st Aviation Regiment Gunfighters)
- 2-й (общей поддержки) батальон 1-го авиационного полка (2nd Battalion (General Support), 1st Aviation Regiment Fighting Eagles)
- 3-й (штурмовой вертолётный) батальон 1-го авиационного полка (3rd Battalion (Assault Helicopter), 1st Aviation Regiment Nightmares)
- 1-й (тяжёлый ударно-разведывательный) эскадрон 6-го кавалерийского полка (1st Squadron (Heavy Attack Reconnaissance), 6th Cavalry Regiment The Fighting Sixth)
- 601-й батальон тылового обеспечениям (601st Support Battalion (Aviation) Hellions)[1]